# برایان کلارک (بازیکن فوتبال، زاده ۱۹۶۸)
برایان کلارک (انگلیسی: Brian Clarke؛ زادهٔ ۱۰ اکتبر ۱۹۶۸) بازیکن فوتبال اهل بریتانیا است.
از باشگاه‌هایی که در آن بازی کرده‌است می‌توان به باشگاه فوتبال گیلینگام اشاره کرد.